# Горловская и Славянская епархия
Горловская и Славянская епархия — епархия Украинской православной церкви, объединяет приходы и монастыри на территории северных районов Донецкой области (Александровского, Бахмутского, Добропольского, Константиновского, Покровского, Лиманского, Славянского, Шахтёрского), в т. ч. районов с особым порядком управления.
Кафедральный город — Горловка. Кафедральный собор — Богоявленский собор. Второй кафедральный собор — Александро-Невский в Славянске.

## История
Образована 29 июля 1994 решением Священного Синода Украинской Православной Церкви выделением из состава Донецкой.
В 2004 году бывший в подчинении епархии Свято-Успенский Святогорский мужской монастырь получил статус Лавры и передан в подчинение Донецкой епархии.
Весной 2014 года территория епархии оказалась в составе Донецкой Народной Республики. Епархия понесла значительный ущерб в результате войны на Юго-Востоке Украины. В августе 2014 года в Горловке полностью сгорел храм Благовещения Пресвятой Богородицы, никто не погиб. Как отметил митрополит Горловский и Славянский Митрофан (Никитин) в августе 2015 года «Из двадцати двух храмов в Горловке у нас есть только два, которые не были повреждены в результате боевых действий».

## Епископы
- 29 июля 1994 — 11 июня 1997 - Алипий (Погребняк)
- 11 июня 1997 — 28 января 2007 - Иларион (Шукало) в/у, архиепископ, митрополит Донецкий и Мариупольский
- с 28 января 2007 - Митрофан (Никитин)

## Благочиннические округа
По состоянию на январь 2017 года:
- Александровский — протоиерей Роман Чепель
- Артемовский — протоиерей Сергий Дворянов
- Богоявленский (г. Горловка) — протоиерей Сергий Книгницкий
- Николаевский (г. Горловка) — протоиерей Владимир Туренко
- Дебальцевский — протоиерей Богдан Ильчук
- Дзержинский — и.о. благочинного протоиерей Вадим Ильчук
- Димитровский — архимандрит Спиридон (Головастов)
- Добропольский — протоиерей Феодор Иващук
- Дружковский — протоиерей Николай Мельничук
- Енакиевский — протоиерей Алексий Суетин
- Иово-Почаевский (г. Константиновка) — протоиерей Вадим Ильчук
- Николаевский (г. Константиновка) — протоиерей Андрей Чичеринда
- Троицкий (г. Краматорск) — протоиерей Иоанн Устименко
- Успенский (г. Краматорск) — протоиерей Геннадий Жолобенко
- Краснолиманский — протоиерей Владимир Фоменко
- Райгородский — протоиерей Алексий Сухоручко
- Александро-Невский (г. Славянск) — протоиерей Николай Фоменко
- Серафимовский (г. Славянск) — и.о. благочинного протоиерей Николай Фоменко
- Соледарский — протоиерей Константин Лисняк
- Шахтерский — протоиерей Богдан Ильчук

## Монастыри
- Сергеевский монастырь (женский; село Сергеевка, Славянский район)
- Стефановский монастырь (женский; в село Степановка, Александровский район).
- Покровский женский монастырь (женский; в городе Лиман)